# Mišjak
Mišjak je nenaseljeni otočić u hrvatskom dijelu Jadranskog mora.
Njegova površina iznosi 0,081 km². Dužina obalne crte iznosi 1,24 km.